# Jim Begg
Jim Begg, pseudonimo di William James Begg (Battle Creek, 2 marzo 1938 – Los Angeles, 15 febbraio 2008), è stato un attore e produttore cinematografico statunitense.

## Filmografia parziale

### Cinema
- Village of the Giants, regia di Bert I. Gordon (1965)
- 7 giorni di fifa, regia di Alan Rafkin (1966)
- The Ghost and Mr. Chicken, regia di Alan Rafkin (1966)
- Catalina Caper, regia di Lee Sholem (1967)
- It's a Bikini World, regia di Stephanie Rothman (1967)
- The Cool Ones, regia di Gene Nelson (1967)
- Leo and Loree, regia di Jerry Paris (1980)
- Il giustiziere della notte n. 2 (Death Wish II), regia di Michael Winner (1982)
- Into the Sun, regia di Christopher Morrison (2005)

### Televisione
- I rangers della foresta (The Forest Rangers) – serie TV, episodi 1x28-2x30 (1963)